# Wasdale
Wasdale is een civil parish in het bestuurlijke gebied Copeland, in het Engelse graafschap Cumbria. In 2001 telde het dorp 79 inwoners. Wast Water, het diepste meer van Engeland, ligt volledig in Wasdale en wordt omringd door de Scafell Pike, het hoogste punt van Engeland, samen met andere hoge heuvels zoals Great Gable